# Kalvfjärden
Kalvfjärden är en fjärd i Tyresö kommun. Fjärden ligger söder om Gamla Tyresö och väster om Brevikshalvön och ansluter i söder mot Ällmorafjärden och Östersjön via Luraström.
Längst in i Kalvfjärden ligger Tyresö slott och ön Notholmen. Här mynnar även Fållbrinksströmmen. Vid nordvästra stranden på Brevikshalvön anlades redan på 1620-talet Finnborgs tegelbruk, som försörjde slottsbygget och bygget av Tyresö kyrka med murtegel. Bruket existerade i olika former från 1600-talets början fram till 1913.
På grund av tillrinningen från Tyresåns sjösystem tillförs Kalvfjärden stora mängder närsalter som bidrar till övergödning och även andra föroreningar som till exempel kvicksilver.[källa behövs]

## Bilder

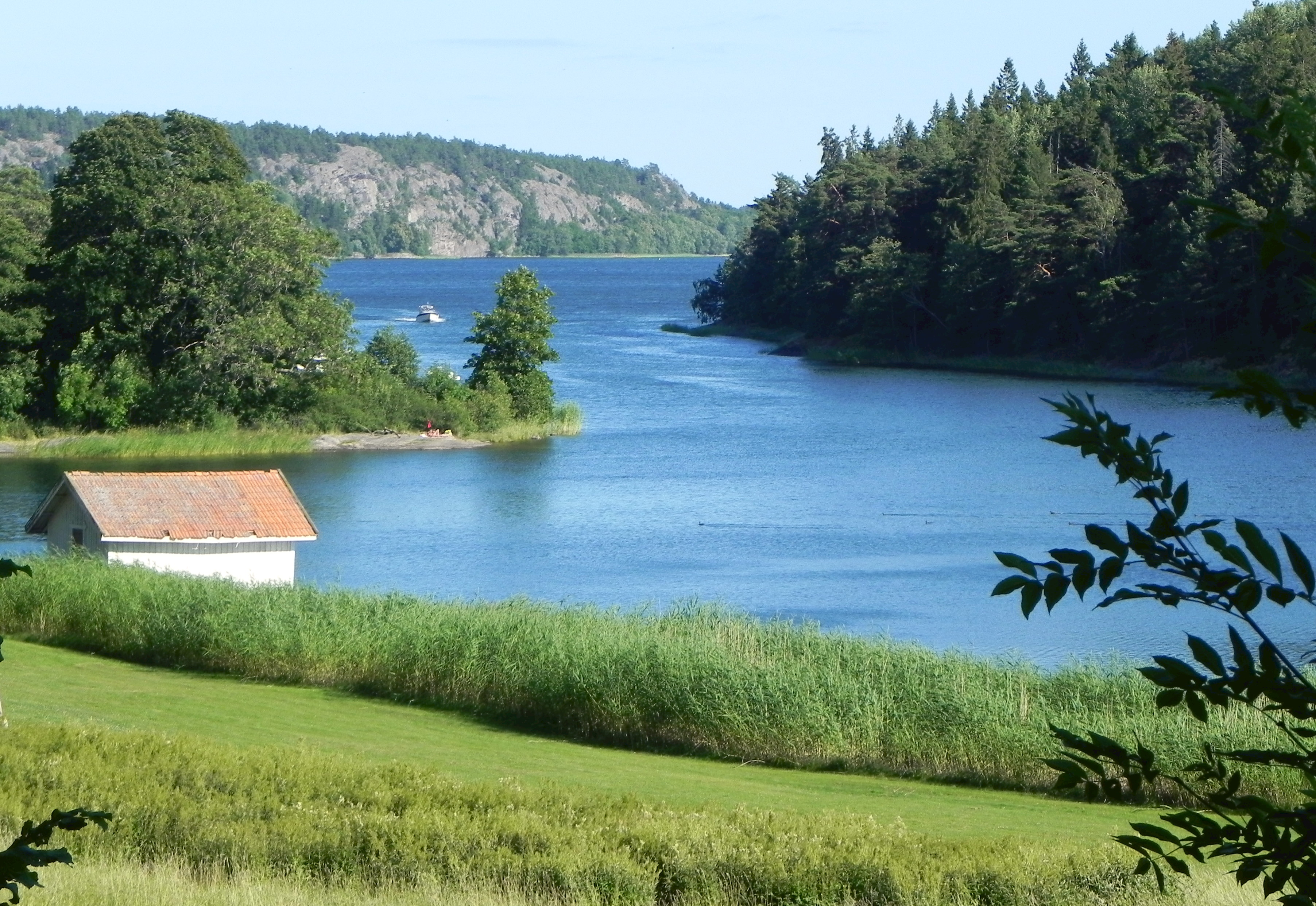
Kalvfjärden sedd från Tyresö slott
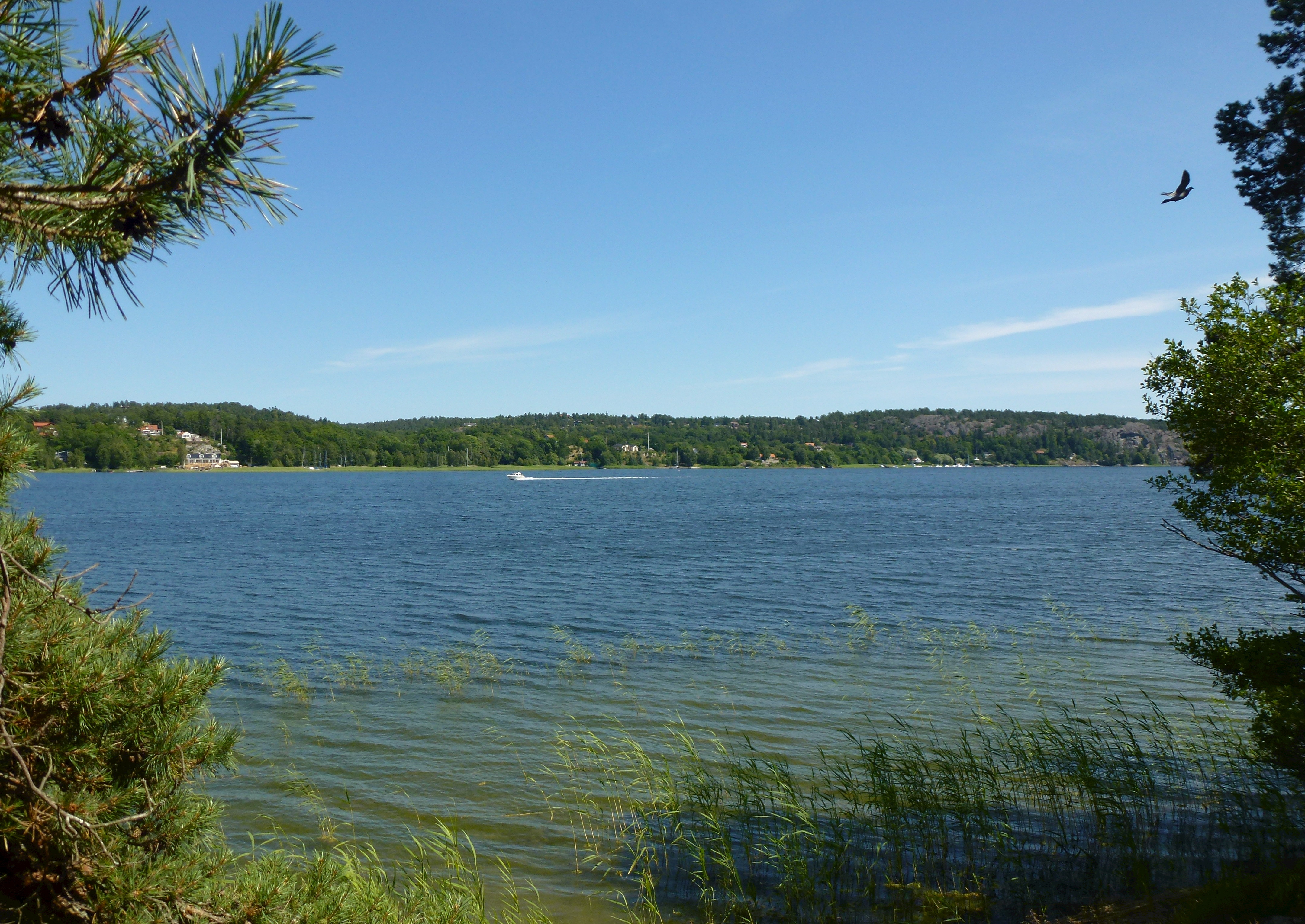
Kalvfjärden med Brevikshalvön i bakgrunden
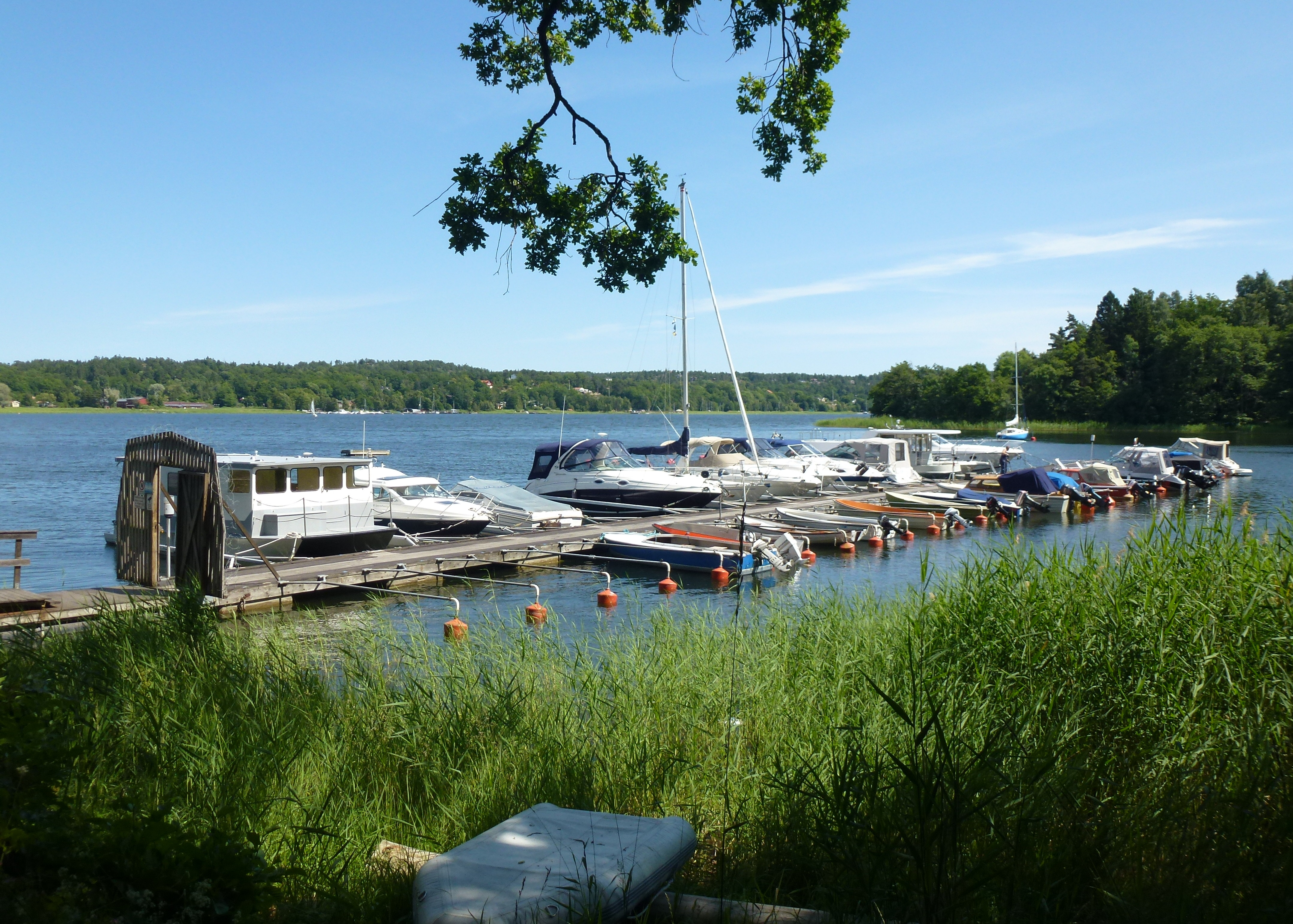
Kalvfjärden från marinan vid Mjölkudden
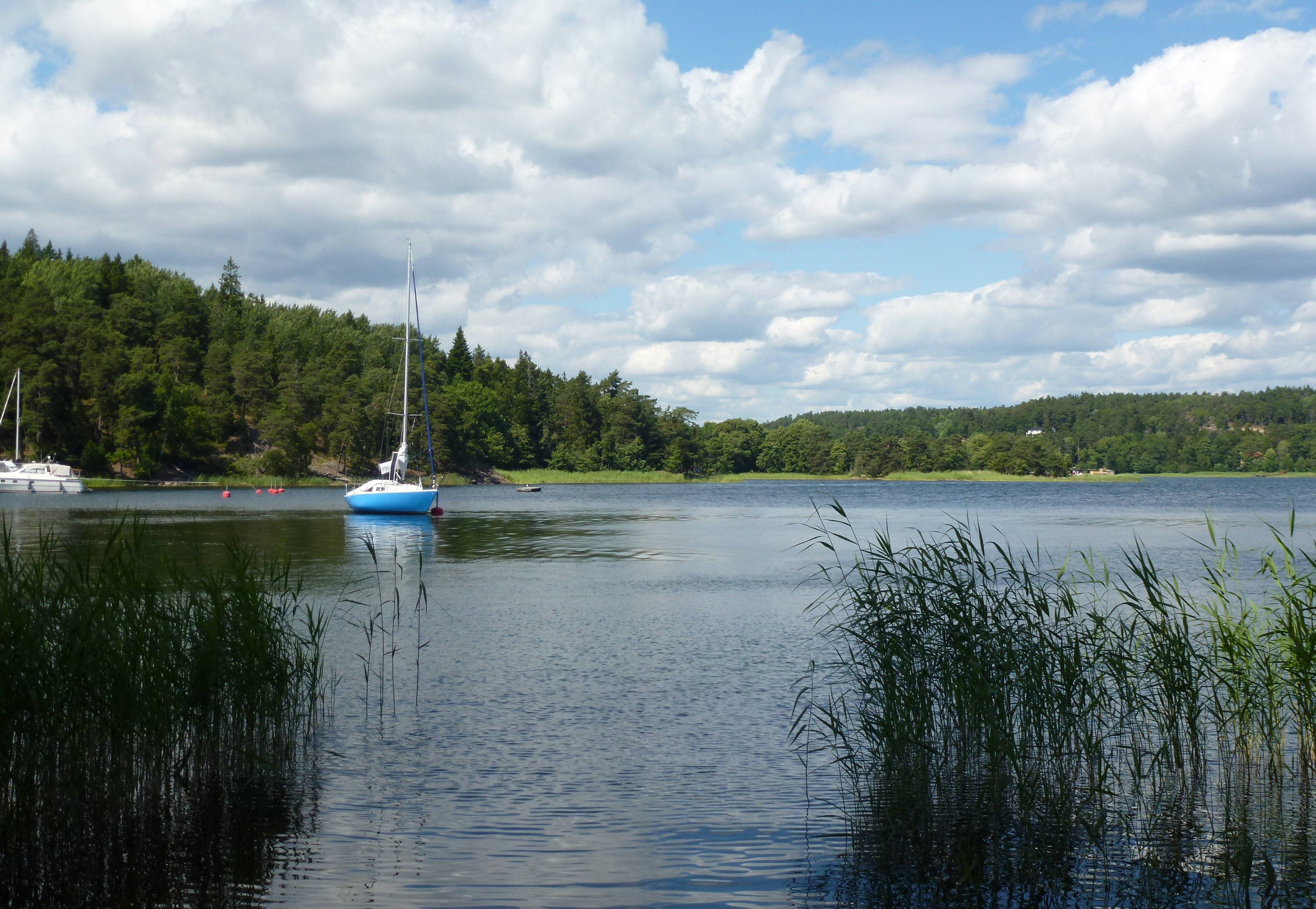
Kalvfjärden från Mjölkudden